# Аракарі каштановошиїй
Аракарі каштановошиїй (Pteroglossus castanotis) — вид дятлоподібних птахів родини туканових (Ramphastidae).

## Поширення
Вид поширений у південній частині басейну Амазонки, а також у передгір'ях східних Анд. Трапляється від Колумбії до Парагваю. Мешкає у вологих лісах на висотах до 900 м над рівнем моря.

## Опис
Птах завдовжки від 37 до 47 см, включаючи 10-сантиметровий дзьоб, і важить від 220 до 310 г. Оперення чорне від маківки до потилиці і до боків голови; нижня частина шиї і верхня частина горла коричневі. Нижня частина горла чорна, а груди жовті. Має червону смужку на грудях. Боки голови темно-коричневі. Навколо очей синя шкіра.

## Спосіб життя
Живе групами до 12 птахів. Харчується плодами, членистоногими та іншими дрібними безхребетними. Інкубація триває 16 днів. Пташенята покидають гніздо у віці 40 днів.

## Підвиди
Таксон включає два підвиди:
- P. c. castanotis Gould, 1834 — у східній та південній Колумбії, північно -західній Бразилії, східному Еквадорі.
- P. c. australis Cassin, 1867 — у східній Болівії, західній та південній Бразилії, Парагваї та на північному сході Аргентини.